# Attemsiidae
Attemsiidae é uma família de milípedes pertencente à ordem Chordeumatida.

## Géneros
Géneros (lista incompleta):
- Allorhiscosoma Verhoeff, 1907
- Attemsia Verhoeff, 1895
- Biplicogonium Strasser, 1937